# Центральний (бахш, шагрестан Баболь)
Центральний бахш шагрестану Баболь (перс. بخش مرکزی شهرستان بابل) — адміністративна одиниця в провінції Мазендеран на півночі Ірану. Адміністративний центр — місто Бабол.
За даними національного перепису населення 2006 року, його населення становило 287 006 осіб у 79 368 домогосподарствах. Наступний перепис 2011 року налічував 314 794 особи в 95 280 домогосподарствах. Згідно з останнім переписом населення 2016 року в районі проживало 349 098 мешканців у 113 687 домогосподарствах.
| Адміністративний поділ | 2006    | 2011    | 2016    |
| ---------------------- | ------- | ------- | ------- |
| Есбу-Кола              | 16,319  | 18,310  | 18,709  |
| Фейзієх                | 24,073  | 25,451  | 26 670  |
| Гандж-Афруз            | 22 792  | 23 480  | 23 024  |
| Аміркола (місто)       | 25,186  | 28 086  | 30 478  |
| Бабол (місто)          | 198,636 | 219,467 | 250,217 |
| Всього                 | 287 006 | 314 794 | 349 098 |
|                        |         |         |         |